# Уилдернесс (ЮАР)
Уилдернесс (англ. Wilderness; африк. Wildernis) — приморский город. Расположен в живописном туристическом регионе Садовая дорога на юге Западно-Капской провинции ЮАР.
Расположен невдалеке от г. Джордж на трассе N2 ниже Перевала Каймановой реки (en:Kaaiman's River Pass). Город славится своими длинными пляжами и заливами, поэтому является популярным местом отдыха на выходные. Расположен непосредственно у берегов лагуны реки Тоу (Touw River).
Климат в городе — исключительно мягкий, типичный для Садовой дороги. Колебания температуры невелики: она редко падает ниже 10 °C и не поднимается выше 28 °C. Осадки — круглогодичные. Тип флоры — характерный для горных лесов ЮАР (en:Knysna-Amatole Montane Forests).
Паровозная линия en:Outeniqua Choo Tjoe, ныне закрытая, проходила через Уилдернесс, соединяя города Джордж и Найсне.
Уилдернесс — город, где провёл значительную часть жизни бывший президент ЮАР Питер Бота вплоть до своей смерти в 2006 г.